# Coris
Coris je rod morskih rib iz družine ustnač. 

## Vrste
- Coris atlantica Günther, 1862
- Coris auricularis (Valenciennes, 1839)
- Coris aurilineata Randall & Kuiter, 1982
- Coris aygula Lacépède, 1801
- Coris ballieui Vaillant & Sauvage, 1875
- Coris batuensis (Bleeker, 1856)
- Coris bulbifrons Randall & Kuiter, 1982
- Coris caudimacula (Quoy & Gaimard, 1834)
- Coris centralis Randall, 1999
- Coris cuvieri (Bennett, 1831)
- Coris debueni Randall, 1999
- Coris dorsomacula Fowler, 1908
- Coris flavovittata (Bennett, 1828)
- Coris formosa (Bennett, 1830)
- Coris gaimard (Quoy & Gaimard, 1824)
- Coris hewetti Randall, 1999
- Knez (Coris julis)  (Linnaeus, 1758)
- Coris marquesensis Randall, 1999
- Coris musume (Jordan & Snyder, 1904)
- Coris nigrotaenia Mee & Hare, 1995
- Coris picta (Bloch & Schneider, 1801)
- Coris pictoides Randall & Kuiter, 1982
- Coris sandeyeri (Hector, 1884)
- Coris variegata (Rüppell, 1835)
- Coris venusta Vaillant & Sauvage, 1875
- Coris venusta Jenkins, 1901